# Bruno Kernen
Bruno Kernen (* 1. Juli 1972 in Thun) ist ein ehemaliger Schweizer Skirennläufer. Er wurde 1997 in Sestriere Weltmeister in der Abfahrt und gewann bei den Olympischen Winterspielen 2006 in Turin die Bronzemedaille. Im Juli 2007 gab er im Alter von 35 Jahren seinen Rücktritt vom Leistungssport bekannt. Er wird gelegentlich als Bruno Kernen II bezeichnet, da sein entfernter Cousin Bruno Kernen (* 1961), ebenfalls Skirennläufer war.

## Karriere
Bruno Kernen wurde am 1. Juli 1972 in Thun geboren und wuchs in Reutigen im Kanton Bern auf. Er nahm 1990 in Zinal erstmals an den 9. Alpinen Ski-Juniorenweltmeisterschaften teil. Er belegte den elften Platz im Super-G, den zwölften in der Abfahrt und den achtzehnten im Riesenslalom. Im folgenden Jahr gewann er die Kombination und wurde Dritter im Super-G in Norwegen. Am 26. Januar 1992 holte er mit dem 15. Platz in der Kombination von Wengen seine ersten Weltcup-Punkte. Zu Beginn seiner Karriere wurde er in den FIS-Ranglisten offiziell als Bruno Kernen II geführt, da Bruno Kernen (* 1961), sein entfernt verwandter Cousin und gleichnamiger Skifahrer, der unter anderem 1983 die Abfahrt in Kitzbühel gewonnen hatte, in den 1980er-Jahren Rennen fuhr.
Im Januar 1993, im Alter von 23 Jahren, machte sich Kernen in der Öffentlichkeit einen Namen, als er trotz Startnummer 52 den fünften Platz in der Abfahrt von Veysonnaz belegte. Im März wurde er auch Fünfter in der Abfahrt von Kvitfjell. Außerdem nahm er in Morioka Shizukuishi erstmals an den Skiweltmeisterschaften teil, wo er in der Abfahrt den 16. Platz belegte. Aufgrund eines Bänderrisses bestritt er in der Saison 1993–1994 kein einziges Rennen.
Bruno Kernen stand am 14. Januar 1996 zum ersten Mal auf einem Weltcup-Podium, als er in der Kombination von Kitzbühel Dritter wurde. Anschließend gewann er am 19. und 20. Januar die beiden Abfahrten in Veysonnaz und wurde damit der 13. Skifahrer in der Geschichte des Männer-Weltcups, der zwei Abfahrten an zwei aufeinanderfolgenden Tagen auf derselben Piste gewann. In der Gesamtwertung des Weltcups 1995–1996 belegte er den zwölften Platz, was sein bestes Ergebnis blieb. Am Ende der Saison wurde er Schweizer Meister in Abfahrt und Super-G. Im Januar 1997 wurde er Dritter in der Kombination von Chamonix. Anschließend gewann er bei den Weltmeisterschaften 1997 in Sestriere zwei Medaillen: Gold in der Abfahrt und Silber in der Kombination.
Im Januar 1998 wurde Kernen Zweiter in der Kombination von Veysonnaz. Er nahm erstmals an den Olympischen Winterspielen in Nagano teil. Im Super-G belegte er den elften Platz. Sein bestes Ergebnis in der Weltcup-Saison 1998/99 war ein vierter Platz in der Abfahrt von Kitzbühel. Bei den Weltmeisterschaften 1999 in Vail (Colorado) wurde er Fünfter in der Kombination und Siebter in der Abfahrt. In der Weltcup-Saison 1999/2000 kam er nicht über einen fünften Platz hinaus, während er 2000/01 Vierter in der Abfahrt von Val-d’Isère wurde. In der Saison 2001/02 war sein bestes Weltcup-Ergebnis ein siebter Platz.
Kernen zeigte in der Saison 2002/03 wieder seine beste Form. Bei den beiden Abfahrten in Wengen am 17. und 18. Januar wurde er Dritter und Erster. Er erreichte sein bestes Ergebnis mit dem zwölften Platz in der Gesamtwertung des Weltcups erneut. Bei den Weltmeisterschaften 2003 in St. Moritz gewann er die Bronzemedaille in der Abfahrt, genau sechs Jahre nach seinem ersten Platz 1997. In der folgenden Saison kam er im Weltcup nicht über einen fünften Platz hinaus. In der Saison 2004/05 wurde er einmal Vierter und zweimal Fünfter in Weltcup-Abfahrten. Bei den Weltmeisterschaften 2005 in Bormio belegte er den fünften Platz in der Abfahrt und wurde zum zweiten Mal Schweizer Meister in der Abfahrt.
Bruno Kernen gewann die Bronzemedaille in der Abfahrt bei den Olympischen Winterspielen 2006 in Turin, auf derselben Piste, auf der er 1997 Weltmeister geworden war. Anschließend gewann er Bronze im Super-G bei den Weltmeisterschaften 2007 in Åre. Im März stürzte er beim letzten Weltcuprennen der Saison schwer und erlitt eine Gehirnerschütterung, einen Nasenbeinbruch und Knieverletzungen. Da er sich nur schwer von seinen Kniebandproblemen erholte, gab er im Juli 2007 im Alter von 35 Jahren seinen Rücktritt vom Leistungssport bekannt.

## Leben nach seiner Profikarriere
Nach Bruno Kernen ist 2007 der Streckenabschnitt Kernen-S der Lauberhornabfahrt benannt worden, wo er 1997 schwer gestürzt und beinahe unverletzt geblieben war.
Er ist Athletenbotschafter der Entwicklungshilfeorganisation Right To Play.
Zwischen Sommer 2022 und April 2024 war Kernen der Geschäftsführer des schweizerischen Unternehmens Avanon Ski AG.

## Erfolge

### Olympische Winterspiele
- Turin 2006: 3. Abfahrt

### Weltmeisterschaften
- Sestriere 1997: 1. Abfahrt, 2. Kombination
- St. Moritz 2003: 3. Abfahrt
- Åre 2007: 3. Super-G

### Weltcupsiege
| Datum           | Ort       | Land    | Disziplin |
| --------------- | --------- | ------- | --------- |
| 19. Januar 1996 | Veysonnaz | Schweiz | Abfahrt   |
| 20. Januar 1996 | Veysonnaz | Schweiz | Abfahrt   |
| 18. Januar 2003 | Wengen    | Schweiz | Abfahrt   |

### Schweizer Meisterschaften
- Vierfacher Schweizer Meister: Abfahrt 1996 und 2005, Super-G 1996, Kombination 1995